# Daniel Powter
Daniel Richard Powter (Vernon, Columbia Británica, 25 de febrero de 1971), conocido como Daniel Powter, es un cantante, músico y compositor canadiense. Con influencia de algunos ritmos locales, se inició pronto a la música por su madre, que era pianista y lo llevó consigo en largos viajes para ver a artistas como Prince en Vancouver.

## Carrera
El primer tema de Daniel Powter "Bad Day" no debutó en su natal Canadá, sino en Europa a mediados de 2005. Fue elegido por la Warner Bros. para su explotación comercial. La marca de refrescos Coca-Cola lo usó para un anuncio que se vio en toda Europa. La canción sonó en multitud de radios de todo el continente, y llegó al n.º 3 en la lista total europea. Su mejor puesto fue en Alemania donde llegó al primer lugar de la lista nacional, y en el Reino Unido donde alcanzó la segunda posición en la lista de singles y se mantuvo en el Top 10 durante trece semanas. En Australia, escaló hasta el n.º 3. La canción llegó hasta el 5 en Canadá y ahora es un éxito en el Top 10 de la radio Adult Top 40, así como un número 1 en el Billboard Hot 100, en los Estados Unidos. Fue quinto en el Disco del Año Británico 2005.
El 2 de julio de 2005, Daniel tocó en el concierto de Berlín Live 8, un espectáculo de 9 conciertos simultáneos por todo el mundo para sensibilizar sobre la pobreza en África y llamar al mundo entero a la ayuda. En el video de "Bad Day" aparece la actriz Samaire Armstrong, más conocida en su papel de Anna en la conocida serie "The O.C.". Daniel Powter tiene un contrato discográfico con BMG Music Publishing en Francia.
En el año 2008 de la mano de Linda Perry, Powter lanzó a la venta el 16 de septiembre su nuevo CD "Under The Radar", en el que se conoció como primer sencillo "Next Plane Home".

## Discografía

### Álbumes de estudio
| 2000                                             | I'm Your Betty - Primer álbum de estudio - Lanzamiento: 14 de febrero de 2000 - Sello: Outside Music            | — | —  | —  | —  | —  | — | —  | —  | —  | —  |                                 |
| 2005                                             | Daniel Powter - Segundo álbum de estudio - Lanzamiento: 8 de agosto de 2005 - Sello: Warner Bros. Records       | 9 | 22 | 14 | 43 | 29 | 6 | 14 | 26 | 14 | 5  | - AUS: Oro - CAN: Oro - US: Oro |
| 2008                                             | Under the Radar - Tercer álbum de estudio - Lanzamiento: 15 de septiembre de 2008 - Sello: Warner Bros. Records | — | —  | —  | 74 | —  | — | 29 | —  | 20 | 43 |                                 |
| "—" denota que los lanzamientos no se enlistaron | |   |    |    |    |    |   |    |    |    |    |                                 |

### Sencillos
| Año                                              | Sencillo                      | Posición máxima | Posición máxima | Posición máxima | Posición máxima | Posición máxima | Posición máxima | Posición máxima | Posición máxima | Posición máxima | Posición máxima | Certificaciones (Ventas)        | Álbum           |
| Año                                              | Sencillo                      | US              | US AC           | US Adult        | AUS             | CAN             | FRA             | IRE             | NZ              | SWI             | UK              | Certificaciones (Ventas)        | Álbum           |
| ------------------------------------------------ | ----------------------------- | --------------- | --------------- | --------------- | --------------- | --------------- | --------------- | --------------- | --------------- | --------------- | --------------- | ------------------------------- | --------------- |
| 2005                                             | "Bad Day"                     | 1               | 1               | 1               | 3               | 7               | 3               | 1               | 7               | 5               | 2               | - AUS: Platino - US: 3× Platino | Daniel Powter   |
| 2005                                             | "Free Loop (One Night Stand)" | —               | 29              | —               | 43              | 11              | 52              | 20              | 32              | 38              | —               |                                 | Daniel Powter   |
| 2005                                             | "Jimmy Gets High"             | —               | —               | —               | —               | —               | —               | —               | —               | 41              | —               |                                 | Daniel Powter   |
| 2006                                             | "Lie to Me"                   | —               | —               | —               | —               | —               | —               | —               | —               | —               | 92              |                                 | Daniel Powter   |
| 2006                                             | "Love You Lately"             | —               | —               | 39              | —               | 5               | —               | —               | —               | —               | —               |                                 | Daniel Powter   |
| 2008                                             | "Next Plane Home"             | —               | —               | —               | 71              | —               | —               | —               | —               | 37              | 70              |                                 | Under the Radar |
| 2009                                             | "Best of Me"                  | —               | —               | —               | —               | —               | —               | —               | —               | 40              | —               |                                 | Under the Radar |
| "—" denota que los lanzamientos no se enlistaron |                               |                 |                 |                 |                 |                 |                 |                 |                 |                 |                 |                                 |                 |